# Heinz Rühmann

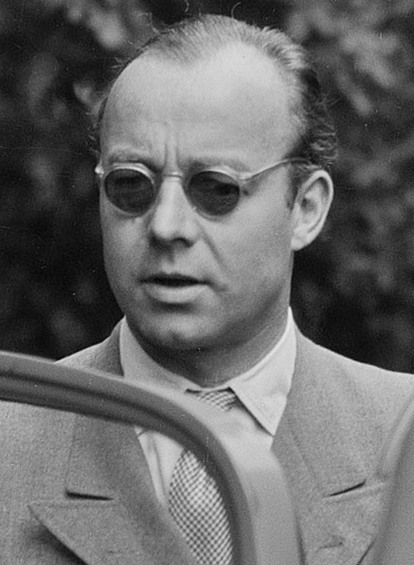
Heinz Rühmann (1946)

Heinrich „Heinz“ Wilhelm Rühmann (* 7. März 1902 in Essen; † 3. Oktober 1994 in Berg (Starnberger See)) war ein deutscher Schauspieler, Regisseur und Sänger.
Seine Rolle in dem Film  Die Drei von der Tankstelle bedeutete 1930 seinen Durchbruch als Filmschauspieler. Seither gehörte er zu den prominentesten und beliebtesten Schauspielern des deutschen Films und wurde einer der bestbezahlten Filmstars der NS-Zeit. Rühmann wurde vorwiegend als komödiantischer Durchschnittstyp eingesetzt wie in seiner bekanntesten Rolle als Hans Pfeiffer in der Komödie Die Feuerzangenbowle. In der Nachkriegszeit konnte er als Charakterdarsteller an frühere Erfolge anknüpfen, so etwa im Hauptmann von Köpenick und in Es geschah am hellichten Tag. Seinen letzten Filmauftritt hatte der Schauspieler 1993 in Wim Wenders’ In weiter Ferne, so nah! 1995 wurde Heinz Rühmann posthum die Goldene Kamera als Größtem deutschen Schauspieler des Jahrhunderts verliehen.

## Leben

### Kindheit und Jugend

Der ehemalige Bahnhof Wanne (heute: Wanne-Eickel Hbf) mit Bahnhofswirtschaft, die von Rühmanns Eltern von 1902 bis 1913 betrieben wurde

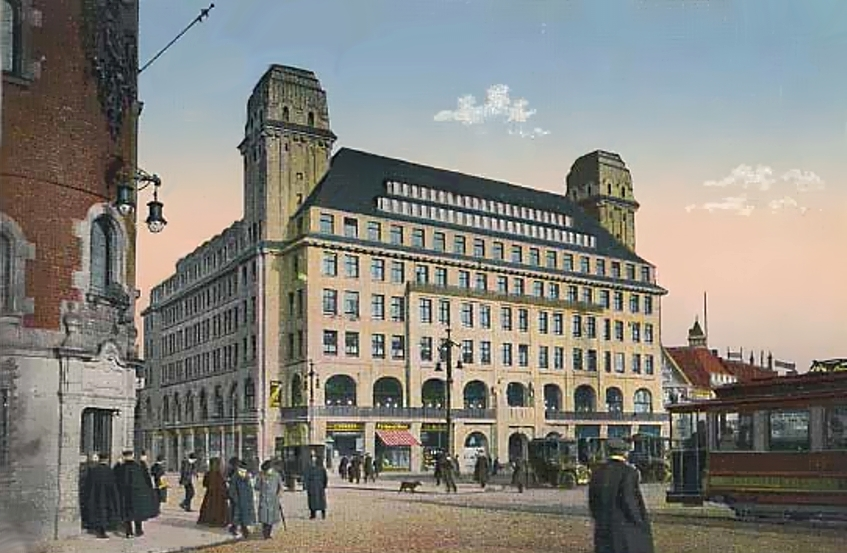
Das Hotel Handelshof in Essen, das Heinz Rühmanns Eltern 1913 leiteten

Heinz Rühmann wurde 1902 in Essen geboren als Sohn des Hoteliers Hermann Wilhelm Rühmann (1873–1915) und seiner aus Hannover stammenden Frau Margarethe, geb. Stemme (1877–1928). Sein Großvater Georg Heinrich Friedrich Stemme war Ingenieur bei der Firma Krupp in Essen. Rühmanns Eltern hatten im Frühjahr 1902 die Bahnhofsgaststätte in Wanne gepachtet. Heute erinnert der Bahnhofsvorplatz als Heinz-Rühmann-Platz an diese Verbindung. Vor den Gästen des Lokals hatte Rühmann im Alter von ungefähr fünf Jahren seine ersten Auftritte, die er selbst als Urszenen seiner Karriere bezeichnete. Um seine Stammgäste zu amüsieren, holte Hermann Rühmann seinen Sohn regelmäßig abends aus dem Bett, um ihn auf der Theke Gedichte rezitieren zu lassen. Heinz spielte seine Rolle, wie man es von ihm erwartete, und genoss den Applaus seines Publikums.
Die Geschäfte der Bahnhofsgaststätte entwickelten sich sehr positiv, so dass die Rühmanns 1913 das neu eröffnete Hotel Handelshof in Essen mit Cafés, Restaurants, einem Weinsalon und verschiedenen Geschäften übernehmen konnten. Der wirtschaftliche Erfolg blieb jedoch aus, sodass sie bereits Ende desselben Jahres Insolvenz anmelden mussten. In der Folge zerbrach die Ehe der Eltern, im März 1915 wurde sie geschieden. Hermann Rühmann zog nach Berlin, wo er wenig später wahrscheinlich Suizid beging. Die genauen Todesumstände konnten nie geklärt werden.
Margarethe Rühmann und die Kinder Heinz, Hermann und Ilse blieben zunächst in Essen. Die Familie siedelte jedoch 1916 nach München über, da eine Freundin der Mutter erzählt hatte, dies sei die Stadt mit den niedrigsten Lebenshaltungskosten in Deutschland. Allerdings war es auch in der bayerischen Landeshauptstadt schwierig, die drei Kinder mit der schmalen Witwenrente durchzubringen. Heinz Rühmann wechselte im Frühjahr 1919 an die Luitpold-Oberrealschule, um dort das Abitur abzulegen. Er verfolgte jedoch den Unterricht lustlos. Sein Ziel war es inzwischen, Schauspieler zu werden. Er trat einer Münchner Laienspielbühne in der Augustenstraße bei. Seine Mutter unterstützte ihn bei seinen Bemühungen. Um auf die professionelle Ebene zu gelangen, sprach er bei Ernst von Possart vor, der ihm abriet, Schauspieler zu werden, was Rühmann aber nicht irritierte. Er wandte sich an den Schauspieler Friedrich Basil vom Hoftheater, um Schauspielunterricht zu bekommen. Im zweiten Anlauf nahm Basil ihn an.

### Frühe Laufbahn, erste Heirat
Bereits sechs Monate später wurde Richard Gorter auf ihn aufmerksam. Gorter, der in Breslau zwei Theater leitete, darunter das Lobe-Theater, bot Rühmann ein Engagement an beiden Bühnen für 80 Mark Monatsgage an. Basil, der die Ausbildung gefährdet sah, protestierte zunächst. Er ließ sich schließlich von seinem Kollegen überzeugen, dass sein Schützling in Breslau gut aufgehoben sei. Kurz bevor Rühmann die Reise an seinen neuen Arbeitsplatz antreten sollte, wachte er morgens mit einer Gesichtslähmung auf der linken Seite auf. Ein Arzt diagnostizierte eine Entzündung des Fazialisnervs infolge einer verschleppten Erkältung. Rühmann reiste dennoch ab und wurde von seinen neuen Arbeitgebern erst einmal wieder nach Hause geschickt, um sich auszukurieren.
Nach wenigen Wochen war die Lähmung verschwunden, und Rühmann hatte seine ersten Auftritte. Der erhoffte große Erfolg blieb in Breslau aber aus. Seine Rollen waren zu oft auf einen männlichen, heldenhaften Typen ausgelegt. Seine relativ geringe Körpergröße und sein jungenhaftes Aussehen standen hierzu im Widerspruch. Die negativen Kritiken versuchte Rühmann durch exzentrische Kleidung und entsprechenden Habitus in der Öffentlichkeit zu kompensieren.
Nachdem der Schauspieler ungefähr ein Jahr in Breslau gearbeitet hatte, wechselte die Direktion. Gorter ging und wurde durch Paul Barnay ersetzt. Dieser übernahm das gesamte Ensemble; als einzige Ausnahme wurde Heinz Rühmann unter Hinweis auf mangelnde Begabung nicht wieder engagiert. Als ihm in dieser Situation das Residenz-Theater Hannover ein Angebot unterbreitete, nahm er es sofort an. Auch an seinem neuen Betätigungsort verfolgte ihn sein offensichtliches Problem: Rühmann war zu klein, zu jungenhaft, um Heldenrollen zu übernehmen. Während bei Rühmann diese Erkenntnis wuchs und er sich überlegte, wie er dieser Schwierigkeit begegnen sollte, schloss das Residenztheater 1922 seine Pforten. Die damals herrschende Wirtschaftskrise hatte ihm die wirtschaftliche Basis entzogen. Dennoch gab es hier während einer Aufführung ein für seine schauspielerische Leistung wegweisendes Ereignis: Verärgert und beleidigt über eine kleine Nebenrolle sprach Rühmann seinen Text mit Absicht in einem entsprechenden Tonfall, wofür es aber überraschend den ersten Szenenapplaus seiner Karriere und gute Kritik gab. Er griff dieses rhetorische Stilmittel später vor allem in seinen Filmen auf und die zuweilen leicht beleidigt und distanziert wirkende Rhetorik wurde Teil vieler von ihm verkörperter Figuren.
Nach einer kurzen Rückkehr nach München konnte Rühmann eine neue Anstellung in Bremen finden. Hier wurde ihm die Hauptrolle in Der Mustergatte angetragen. Sie entsprach exakt seiner persönlichen Ausstrahlung und wurde für ihn zum großen Erfolg. Weit über 2000 Mal spielte er sie in den folgenden dreißig Jahren. 1937 wurde der gleichnamige Film zum Kassenschlager. Anders als er es selbst in seinen Erinnerungen darstellt, war Der Mustergatte für das Bremer Schauspielhaus die erfolgreichste Aufführung des Jahres 1922. Im Dezember desselben Jahres kündigte Rühmann seinen Vertrag, da es Schwierigkeiten mit der Leitung des Hauses gegeben hatte, an denen er selbst wegen seines teilweise recht heftigen Extemporierens nicht unschuldig war.
In der Folge war es aufgrund der gesamtwirtschaftlichen Situation schwer, ein Engagement zu bekommen. Heinz Rühmann unternahm vergebliche Versuche in Braunschweig und am Düsseldorfer Schauspielhaus. Schließlich nahm ihn die Bayerische Landesbühne unter Vertrag. Hierbei handelte es sich um ein Tourneetheater ohne festes Haus. 1921 durch das Bayerische Kultusministerium gegründet, lag die Leitung zur damaligen Zeit bei Otto Kustermann, der sich als Oberregisseur am Bremer Schauspielhaus einen Namen gemacht hatte. Kustermann hatte seine Schauspieler in zwei Gruppen aufgeteilt, die sich nie sahen, weil jede Truppe ein anderes Gebiet bereiste. Während seiner Arbeit hörte Rühmann von einer attraktiven Frau, einem Ensemblemitglied, die unter dem Künstlernamen Maria Herbot auftrat, aber eigentlich Maria Bernheim (1897–1957) hieß. Die beiden lernten sich kennen, und Bernheim, über vier Jahre älter und gut zehn Zentimeter größer als Rühmann, gab ihren eigentlichen Beruf auf und wurde, wie er es selbst nannte, seine Privatregisseurin.
Am 9. August 1924 heiratete Rühmann Maria Bernheim. Statt einer Hochzeitsfeier gab es die Premiere von Slangs Die Erwachsenen, in der Rühmann eine der Hauptrollen übernommen hatte. Als der Mime an das Deutsche Theater nach Berlin berufen wurde, sahen die beiden sich selten.
Rühmann blieb nur wenige Monate an der Bayerischen Landesbühne, dann ereilte ihn ein Ruf an die Münchner Kammerspiele. Die damalige Direktorin der Kammerspiele, Hermine Körner, sah in ihm die wesentliche Bereicherung ihres Ensembles ins komische Fach, und so stimmte er zu. Zu dieser Zeit bekam Heinz Rühmann auch sein erstes Angebot, in einem Stummfilm mitzuwirken. Grundsätzlich nicht sehr begeistert von diesem Medium, überzeugte ihn letztlich die Bezahlung. Für zehn Drehtage wurden 500 Mark Gage in Aussicht gestellt. Rühmann nahm an, und so kam er in dem Film Das deutsche Mutterherz auf die Leinwand.

### Karriere als Filmschauspieler
Ende der 1920er Jahre wurde Heinz Rühmann zum erfolgreichen Bühnenschauspieler. Der Mustergatte feierte nach wie vor Erfolge. Zusätzlich bekam er in der Hauptrolle als Charleys Tante gute Kritiken. Es folgten die ersten Einsätze in Stummfilmen. 1930 wurde Erich Pommer, zu diesem Zeitpunkt Produktionschef der UFA, auf ihn aufmerksam und lud ihn zu einem Vorsprechen für einen Tonfilm ein. Rühmann konnte dabei nicht überzeugen und wurde nicht engagiert. Hartnäckig arbeitete er daran, eine zweite Chance zu erhalten, die er schließlich bekam. Diesmal verkörperte er einen ungehorsamen Schüler im Streit mit seinem Lehrer. Damit überzeugte er Pommer, der ihm daraufhin mit der Rolle des „Hans“ neben Willy Fritsch und Oskar Karlweis eine der Hauptrollen in dem Film Die drei von der Tankstelle gab. Mit einer Einspielsumme von 4,3 Millionen Reichsmark wurde der Film zum erfolgreichsten Film der Saison. Rühmann war von da an in ganz Deutschland bekannt.
Pommer war von seinem neuen jungen Schauspieler begeistert. Noch bevor Die drei von der Tankstelle seine Kinopremiere erlebte, bekam Rühmann eine weitere Rolle in Einbrecher. Bei seinem nächsten Film für die UFA, Der Mann, der seinen Mörder sucht (1931), spielte er zum ersten Mal die Hauptrolle, und seine Gage verdoppelte sich.
Auf diese Weise wirtschaftlich abgesichert, erfüllte sich Rühmann einen Jugendtraum. Er machte den Pilotenschein und kaufte sich ein eigenes Flugzeug. Der passionierte Flieger machte 1932 die Bekanntschaft von Ernst Udet, der im Ersten Weltkrieg durch seine Luftkämpfe bekannt geworden war. Rühmann bewunderte Udet. Er richtete z. B. seine Wohnung an der Salzbrunner Straße 38 in Berlin-Schmargendorf nach dem Vorbild der Räumlichkeiten Udets ein. Im „Fliegerzimmer“ hingen etliche Fotos, die die beiden bei gemeinsamen Ausflügen zeigten.
Rühmann sah sich 1932 auf dem damaligen Höhepunkt seiner Karriere und machte Werbung für Sportkleidung. Die Ufa schloss einen Dauervertrag mit ihm ab, durch den er einer der zu dieser Zeit bestbezahlten Schauspieler des Deutschen Reichs wurde.

### Karriere in der Zeit des Nationalsozialismus, Scheidung und zweite Heirat
Nach der Machtübernahme der NSDAP 1933 äußerte sich Rühmann nicht öffentlich zur Politik in Deutschland, die neben der Ausschaltung des Rechtsstaates und verbrecherischer Willkür die Ausgrenzung und Verfolgung der Juden beinhaltete. Rühmann war gut mit Joseph Goebbels bekannt und gehörte zu „einem kleinen Kreis um den Propagandaminister“.
Als Rühmann in Schwierigkeiten kam, da seine Frau Maria Bernheim als Jüdin angesehen und diskriminiert wurde, wandte er sich an Goebbels. Rühmann war nach den Nürnberger Gesetzen und ähnlichen Vorschriften für Künstler in der Reichsfilmkammer als Ehemann einer Jüdin auf eine „Judenliste“ der Reichsfilmkammer gesetzt und aus der Kammer ausgeschlossen worden. Das bedeutete ein Berufsverbot. Am 6. November 1936 schrieb Goebbels in sein Tagebuch: „Heinz Rühmann klagt uns sein Eheleid mit einer Jüdin. Ich werde ihm helfen. Er verdient es, denn er ist ein ganz großer Schauspieler.“ Rühmann wurde eine Sondergenehmigung erteilt, die ihm ermöglichte, als Filmschauspieler weiterzuarbeiten. Doch die Probleme gingen weiter. Als Goebbels ihm nicht weiterhelfen wollte, wandte Rühmann sich an Hermann Göring. Der riet, er solle sich scheiden lassen und Bernheim solle einen Ausländer heiraten, dann hätte sie Schutz vor Verfolgung und Rühmann keine Probleme mehr. Die Ehe mit Maria Bernheim wurde 1938 geschieden. Maria Bernheim heiratete „in einer Scheinehe“ den schwedischen Schauspieler Rolf von Nauckhoff, der dauerhaft in Deutschland lebte. Rühmann hatte Nauckhoff zur Hochzeit einen „Sportwagen vor die Tür gestellt“. Die Scheidung trug Rühmann später den Vorwurf ein, er habe seine Frau im Stich gelassen, um seine Karriere als Schauspieler voranzutreiben. Heinz Rühmann hatte Mitte der 1930er Jahre eine längere Affäre mit seiner Kollegin Leny Marenbach, die unter anderem in Der Mustergatte und Fünf Millionen suchen einen Erben seine Film-Partnerin war. Maria Bernheim war jedenfalls bei der Hochzeit Rühmanns mit Hertha Feiler (siehe unten) im Jahr 1939 anwesend. Bernheim konnte 1943 nach Stockholm ausreisen und entging auf diese Weise dem Holocaust; Rühmann erhielt eine Devisenausfuhrgenehmigung, die es ihm erlaubte, seine Ex-Frau in Schweden weiterhin durch regelmäßige Geldüberweisungen zu unterstützen. Auf jeden Fall hatte Rühmann Vorteile von der Scheidung von Bernheim: Er erhielt am 18. Januar 1939 seine Mitgliedschaft in der Reichsfilmkammer wieder und brauchte keine Sondergenehmigung mehr, um als Schauspieler zu arbeiten. Seine guten Kontakte zu Goebbels und auch zu Göring zahlten sich aus. 1940 übernahm Rühmann die Regie eines „Geburtstagsfilms“, den die UFA jedes Jahr als Geschenk für den Propagandaminister drehte. Rühmann zeigte darin den Tagesablauf der Goebbelsschen Kinder. Goebbels war laut Tagebucheintrag sehr gerührt über den Film.
Im Jahr 1938 führte Rühmann Regie bei dem Film Lauter Lügen. Hierbei lernte er die Wiener Schauspielerin Hertha Feiler kennen, und im Juli 1939 heirateten die beiden. Hertha Feiler war nach den Nürnberger Rassegesetzen als „Vierteljüdin“ eingestuft, so dass sie Rühmann hatte heiraten können. Mit einer Sondergenehmigung von Goebbels wurde sie in die Reichsfilmkammer aufgenommen. 1942 wurde als einziges Kind der Ehe der Sohn Peter geboren, dessen 1975 geborene Tochter Melanie Rühmann selbst zwischen 1994 und 2003 als Schauspielerin auftrat.

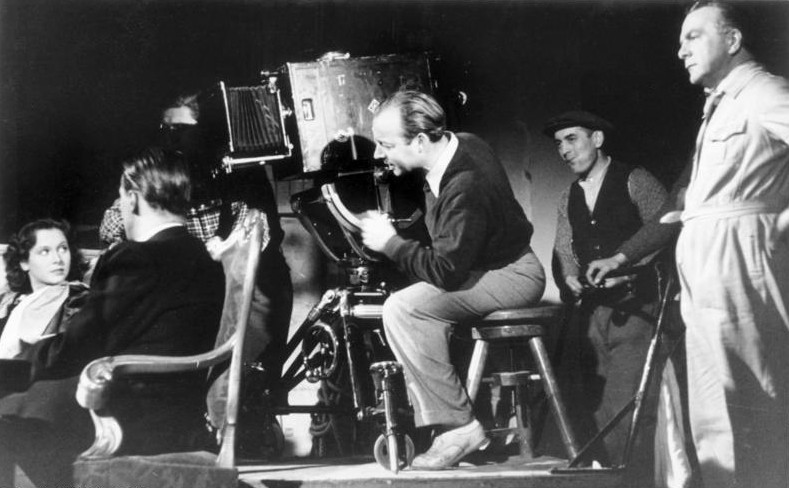
Heinz Rühmann als Filmregisseur (an der Kamera), 1942

Rühmann wurde vom Filmpublikum nicht als Aushängeschild des nationalsozialistischen Regimes wahrgenommen. Das lag voll auf der Linie von Goebbels, der im Kino eine subtile Form von Propaganda bevorzugte. Die Bandbreite von Rühmanns Filmrollen reichte von komischen Figuren (Die Feuerzangenbowle) und tragikomischen Figuren (Kleider machen Leute) bis hin zu klar propagandistischen Auftritten (Wunschkonzert). In Quax, der Bruchpilot spielte Rühmann einen „treuherzig blickenden“ Flieger in einem Komödienfilm, der Reklame für militärische Ausbildung machen sollte. Das wird von Wolfgang Benz als ein Beispiel für „indirekt-manipulative Propaganda“ angeführt. 1941 spielte er unter der Regie des Präsidenten der Reichsfilmkammer, Carl Froelich, in Der Gasmann einen Gasableser, der der Auslandsspionage verdächtigt wird. Rühmann kam, wie viele Prominente des Dritten Reiches, in den Genuss von teilweise jährlichen Sonderzahlungen aus einem Geheimfonds Hitlers in Höhe von 20.000 bis 60.000 Reichsmark.
Im zeitlichen Zusammenhang mit dem Einmarsch der Wehrmacht in Dänemark und Norwegen im Frühjahr 1940 befürchteten die Rühmanns, als „Stimmungsmacher“ missbraucht zu werden. Sie schrieben zahlreiche Briefe an dänische Freunde, um einen solchen Eindruck zu korrigieren.
Als Heinz Rühmann bei Goebbels denunziert wurde, er wolle mit seiner Frau auswandern, ließ Goebbels den Fall durch den Leiter der Filmabteilung im Reichsministerium für Propaganda und Volksaufklärung und späteren Reichsfilmintendanten Hippler untersuchen. Im Tagebuch vermerkte Goebbels dann zum 10. April 1940: „Kleinigkeiten: Rühmann hat sich positiv erklärt.“ Der maßgebliche Denunziant wurde gemaßregelt.
Im Jahr 1943 zeichnete sich ein Aufführungsverbot des in der Entstehung befindlichen Films Die Feuerzangenbowle auf Bestreben von mit Goebbels konkurrierenden Nazikreisen, u. a. dem Erziehungsminister Bernhard Rust, wegen der negativen Darstellung der Rolle der meisten Lehrer ab. Durch die guten Beziehungen Rühmanns zu Hermann Göring konnte Rühmann dennoch den Start des Films in den Kinos durchsetzen. Er brachte auf Görings Befehl den Film selbst ins Führerhauptquartier Wolfsschanze, wo eine Privatvorführung in Görings Anwesenheit stattfand, der daraufhin die Aufhebung des Filmverbots durch Hitler bewirkte. Am 28. Januar 1944 wurde der Film uraufgeführt.
Heinz Rühmann wurde als Staatsschauspieler nicht zur Wehrmacht eingezogen. Er musste nur eine Grundausbildung als Abwehrflieger auf dem militärischen Flugübungsplatz Quarmbeck südlich von Quedlinburg absolvieren. Für das Regime war er als Schauspieler wichtiger, als er es als Soldat hätte sein können. Von der Teilnahme am Kriegseinsatz wurde er daher verschont. Im August 1944 wurde er in die Gottbegnadeten-Liste des Regimes aufgenommen.
Die Landhaus-Villa Heinz Rühmanns in Berlin, Am Kleinen Wannsee 15, hatte Rühmann 1938 sehr günstig von der Witwe des jüdischen „Kaufhauskönigs“ Adolf Jandorf (KaDeWe) erworben, die vor den Nationalsozialisten nach Den Haag geflüchtet war. Bei diesem Vorgehen hatte er von der Judenverfolgung profitiert. Die Villa wurde im Zuge der Kämpfe um die Reichshauptstadt im März 1945 beschossen und brannte bis auf die Grundmauern nieder. Das Ehepaar Rühmann-Feiler flüchtete, nachdem ihr Grundstück zur Hauptkampflinie (HKL) erklärt wurde. Neun Umzüge in Notunterkünfte innerhalb Berlins folgten bis Kriegsende am 8. Mai 1945.

### Karriere im Nachkriegsdeutschland

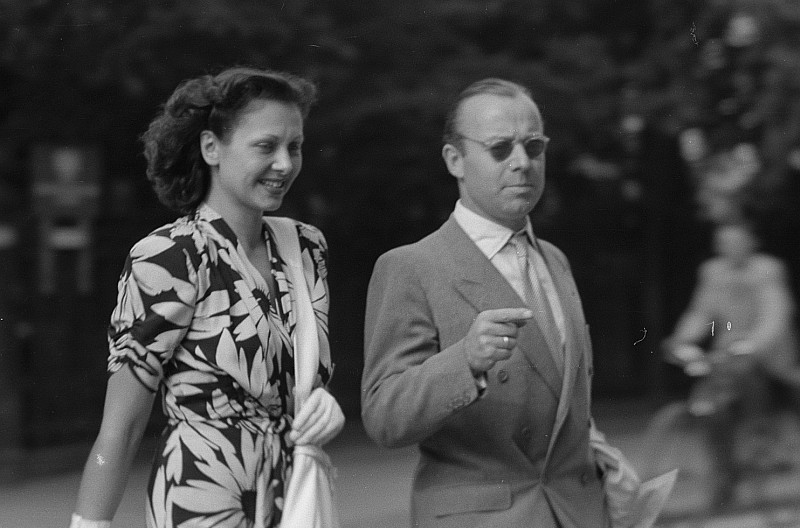
Heinz Rühmann und Hertha Feiler in Leipzig, 1946

Im Zusammenhang mit dem Kriegsende äußerte sich Rühmann in seiner Autobiografie, im Mai 1945 hätten russische Offiziere mit ihm Kontakt aufgenommen, um „über den Aufbau des deutschen Films“ zu sprechen. 2001 wurde bekannt, dass er ähnlich wie der Mediziner Ferdinand Sauerbruch oder der Architekt Hans Scharoun auch mit der Gruppe Ulbricht in beratender Verbindung stand. Die allererste Ausgabe einer deutschen Zeitung in der Sowjetischen Besatzungszone berichtet bereits über Rühmann, der jedem am Wiederaufbau Beteiligten „Freude und Entspannung“ wünschte.
Am 28. März 1946 wurde im Rahmen der sogenannten Entnazifizierung festgestellt, es bestünden „keine Bedenken gegen eine weitere künstlerische Betätigung des Herrn Rühmann“. Bis dahin hatte für ihn ein Auftrittsverbot bestanden. Nachdem ihm im Juli desselben Jahres genehmigt worden war, Theaterstücke aufzuführen, reiste er mit einer kleinen Theatergruppe umher.

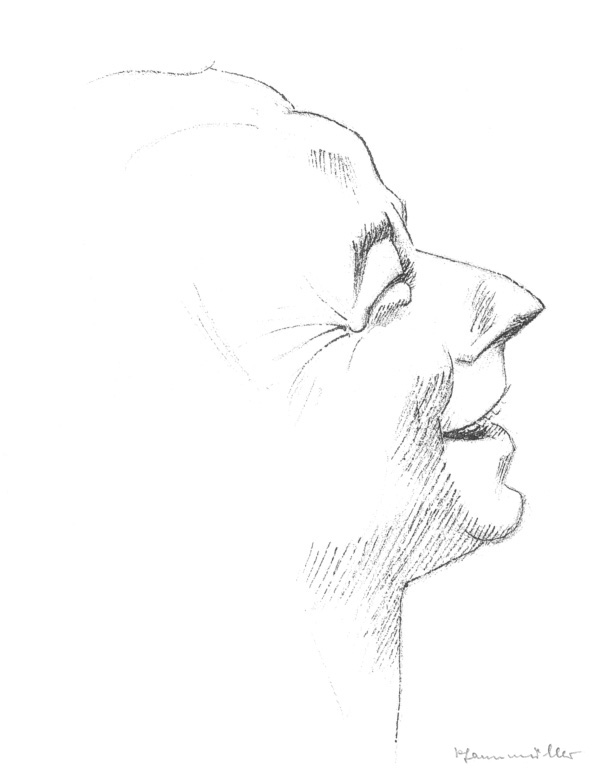
Heinz Rühmann, Zeichnung von Hans Pfannmüller, 1956
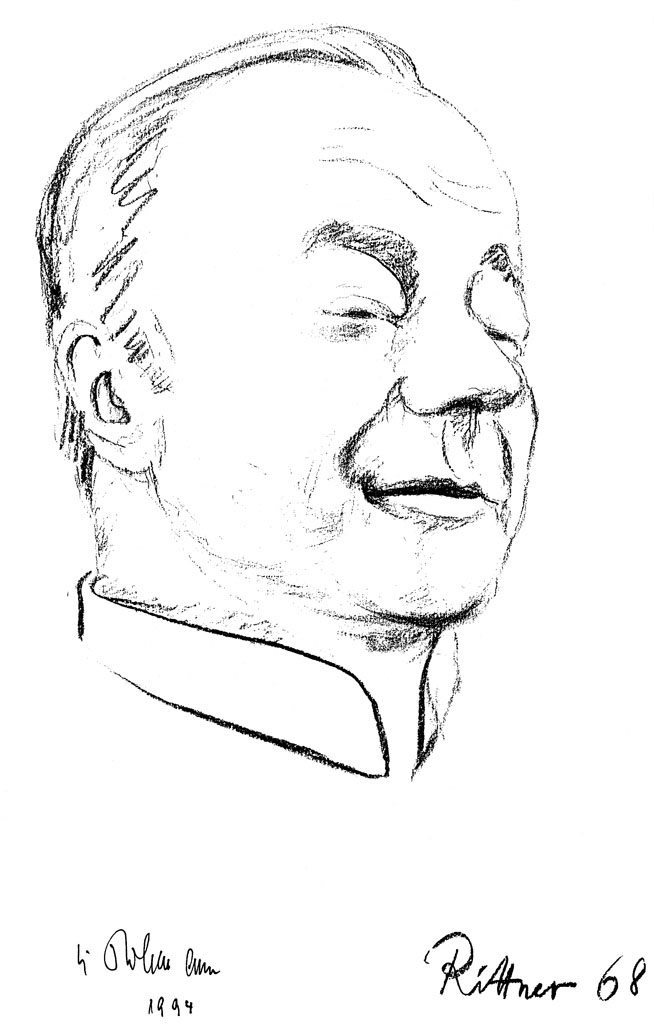
Heinz Rühmann, Zeichnung von Günter Rittner, 1968

Rühmann gründete 1947 in den Westsektoren die Filmgesellschaft Comedia, die nach mehreren Misserfolgen 1953 in Konkurs ging. Erst mithilfe des Regisseurs Helmut Käutner gelang ihm ein Comeback als Schauspieler, zunächst in dem Film Keine Angst vor großen Tieren (1953), dann in der Tragikomödie Der Hauptmann von Köpenick (1956), in der er den Schuster Wilhelm Voigt spielte und dafür 1957 mit dem Preis der deutschen Filmkritik ausgezeichnet wurde. In den folgenden Jahren spielte Heinz Rühmann in zahlreichen Unterhaltungsfilmen von unterschiedlicher Qualität und konnte an seine früheren Erfolge anknüpfen.
Rühmann drehte 1960 die Pater-Brown-Adaption Das schwarze Schaf und 1962 die Fortsetzung Er kann’s nicht lassen. Der Regisseur Helmuth Ashley erinnerte sich hinsichtlich der Verpflichtung des Filmkomponisten Martin Böttcher, der beide Filme vertonte, ebenso wie die Rühmann-Filme Max, der Taschendieb (1962) und Die Ente klingelt um ½ 8 (1968):

„… merkte ich, dass hinten (im Aufnahmesaal) eine Tür aufging. Heinz Rühmann schlich herein und setzte sich in die letzte Reihe. Ohne ein Wort zu sagen. Nach einer Viertelstund verschwand er. … Er wollte sich vergewissern, dass er die richtige Entscheidung (zur Verpflichtung Böttchers) getroffen hat.“

1966 erhielt Rühmann das große Bundesverdienstkreuz.
Auch nach seiner Anfangszeit trat Rühmann weiterhin am Theater auf, so z. B. an den Münchner Kammerspielen, wo er unter der Regie von Fritz Kortner in Warten auf Godot zu sehen war. Von 1960 bis 1962 war Rühmann Mitglied des Wiener Burgtheaters. Zunächst spielte er dort in Mein Freund Harvey am Akademietheater, danach verkörperte er den Willy Loman in Der Tod des Handlungsreisenden. Am 31. Dezember 1976 gastierte Rühmann als Frosch in Die Fledermaus an der Wiener Staatsoper.
Im Jahr 1970 starb seine Ehefrau Hertha Feiler in München an Krebs. Der Witwer heiratete 1974 auf Sylt die Autorin und von Willy Droemer geschiedene Hertha Droemer (geb. Wohlgemuth, 20. Februar 1923 bis 20. April 2016), die er bereits Mitte der 1960er Jahre im Hause von Siemens kennengelernt und 1971 wieder kontaktiert hatte. Er hatte sie zu einem Alpenrundflug eingeladen, bei dem er selbst das Flugzeug steuerte.

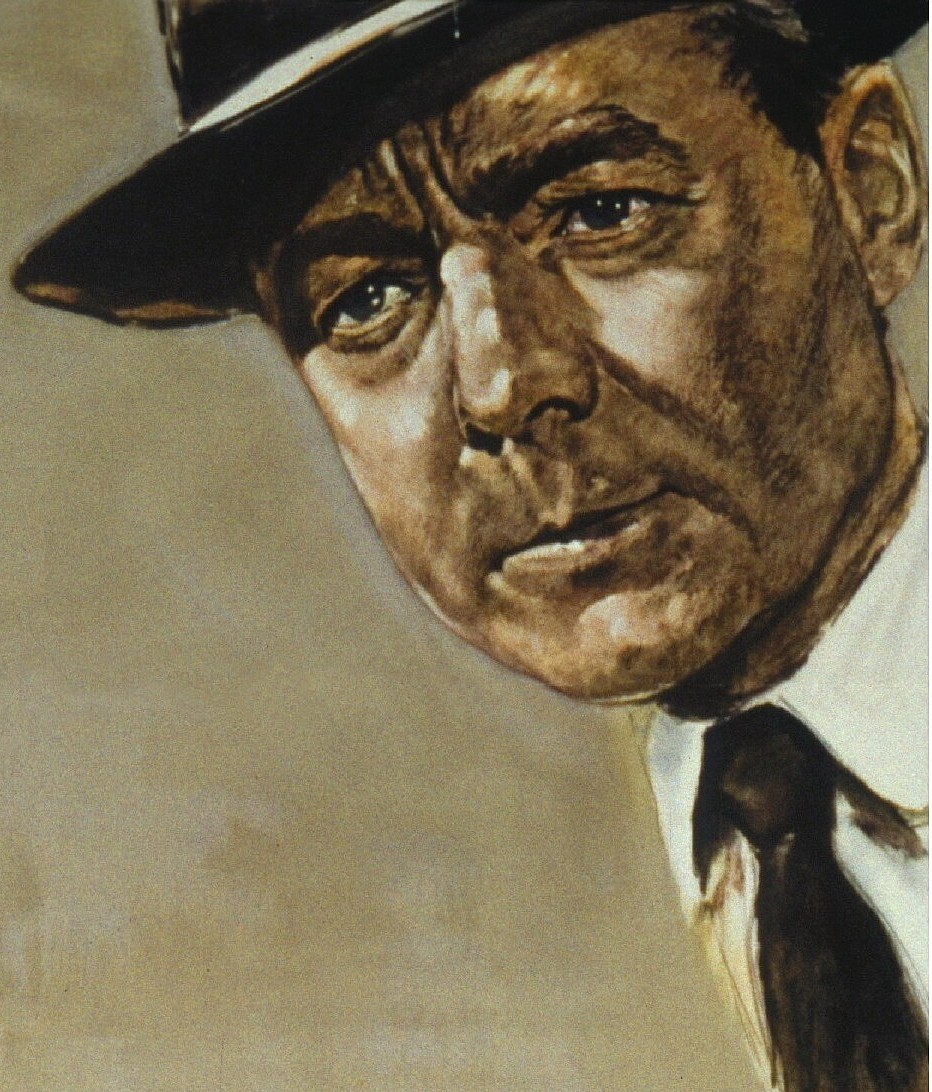
Heinz Rühmann, Detail Filmplakat Es geschah am hellichten Tag. Illustration von Helmuth Ellgaard

Von 1977 bis 1982 wirkte er in der Matinée Rund um die Oper in der Bayerischen Staatsoper mit, zu der ihn der damalige Intendant August Everding eingeladen hatte. Als Vertreter des Publikums erkundete Rühmann in dieser oft angesetzten und beliebten Veranstaltung alle Bereiche der Welt der Oper. Die Konzeption dieser Matinée hat mit ihm Klaus Schultz entwickelt, der ihn in den Jahren 1985 bis 1993 wiederholt zu Lesungen in den von ihm geleiteten Theatern von Aachen und Mannheim engagierte.
In seinen letzten Lebensjahren entdeckte Rühmann die Rezitation als neue Leidenschaft und tauschte mehr und mehr Bühne und Leinwand gegen Rezitationspult und Plattenstudio. Besondere Beliebtheit erlangten in diesem Zusammenhang seine Weihnachtslesungen, die im Zweiten Deutschen Fernsehen (ZDF) gezeigt wurden, u. a. 1984 in der St.-Michaelis-Kirche in Hamburg.
Bei Stars in der Manege 1980 trat Rühmann mit dem Clown Oleg Popow auf. Als am 20. März 1981 Edith Schultze-Westrum verstarb, mit der er in den 1930er Jahren unter Otto Falckenberg zusammengearbeitet hatte, hielt er bei der Beisetzung auf dem Waldfriedhof Solln in München die Grabrede. 1982 veröffentlichte er unter dem Titel Das war’s seine Autobiografie.
Anlässlich seines 90. Geburtstags wurde 1992 eine Sondersendung im deutschen Fernsehen ausgestrahlt. Loriot und Evelyn Hamann trugen einen neuen Sketch vor und verbeugten sich anschließend vor dem „Geburtstagskind“.
Im Jahr 1993 trat er in der RTL-Sendung Gottschalk Late Night auf.

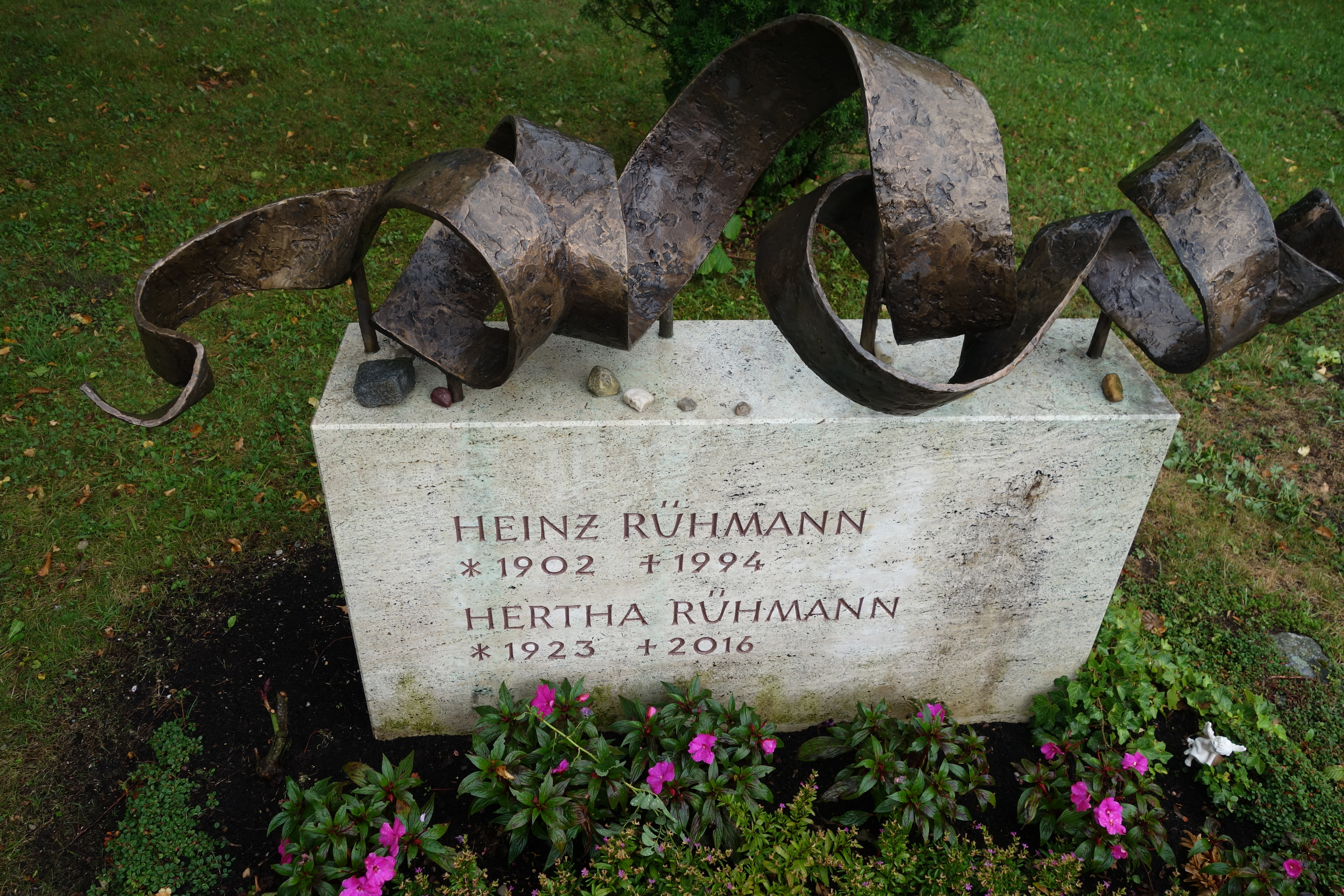
Heinz Rühmanns Grab auf dem Friedhof von Aufkirchen

Den letzten Auftritt hatte Heinz Rühmann am 15. Januar 1994 in Linz bei der Fernsehshow Wetten, dass..? Das anwesende Publikum feierte den zur lebenden Legende gewordenen Schauspieler minutenlang mit stehender Ovation und rührte ihn zu Tränen.
Am 3. Oktober 1994 starb Rühmann in seinem Haus im Berger Ortsteil Aufkirchen am Starnberger See im Alter von 92 Jahren und wurde einen Tag später auf eigenen Wunsch hin eingeäschert. Die Urne wurde am 30. Oktober 1994 auf dem Friedhof in Aufkirchen beigesetzt. Die Gemeinde Berg benannte eine Straße, in deren Nähe er zuletzt lebte, in Heinz-Rühmann-Weg um. In der Gemeinde Grünwald verläuft im Ortsteil Geiselgasteig unweit des Bavaria-Geländes eine Heinz-Rühmann-Straße.

## Schallplatten
Rühmann nahm auch zahlreiche Schallplatten auf. Seine berühmteste war das Seemannslied Das kann doch einen Seemann nicht erschüttern, komponiert von Michael Jary und aufgenommen am 30. Juni 1939. Auch der am 1. April 1938 erschienene Kinofilm 5 Millionen suchen einen Erben brachte mit Ich brech’ die Herzen der stolzesten Frau’n einen Evergreen hervor. Das von Rühmann gesungene Lied Wozu ist die Straße da? gehörte zu den Titeln, die 1943 zur Beschallung des Lagers Majdanek im Rahmen der „Aktion Erntefest“ verwendet wurden. Als am 11. August 1955 der Film Wenn der Vater mit dem Sohne in die Kinos kam, wurde das hierin gesungene Wiegenlied La-Le-Lu (Unser Lied) berühmt. Neu arrangiert und mit zeitgemäßem Rhythmus unterlegt, gelangte es im November 1993 in die deutschen Single-Charts.

## Pilot
Heinz Rühmann lernte privat bei Eduard von Schleich, einem ehemaligen Kampfpiloten des Ersten Weltkrieges, das Fliegen und erhielt 1930 die Fluglizenz. Sein erstes Flugzeug, eine Kl 25, finanzierte er aus der Gage von Die Drei von der Tankstelle. Er war ein überdurchschnittlich begabter Pilot. Als bei den Dreharbeiten zu Quax, der Bruchpilot der zur Verfügung gestellte Berufspilot wegen eines Beinbruchs ausfiel und aufgrund des Krieges kein Ersatz zu bekommen war, flog Rühmann in sämtlichen Szenen selbst, darunter auch die Kunstflug-Einlagen. Aus Altersgründen verkaufte er mit 65 Jahren seine Maschine, legte sich jedoch bald wieder eine neue zu und flog noch bis zum 80. Lebensjahr. Dann gab er seinen Pilotenschein endgültig ab.

## Sonstiges
Heinz Rühmanns erstes Automobil war ein Dreiradfahrzeug der Marke Diabolo, das von 1922 bis 1927 in Stuttgart und Bruchsal gefertigt wurde. 1933, als er in der Salzbrunner Str. 38 in Schmargendorf wohnte, besaß er ein Röhr-Auto mit dem Kennzeichen IA 6885 P.

## Filmografie

### Kino

#### Darstellung
- 1926: Das deutsche Mutterherz (Stummfilm)
- 1927: Das Mädchen mit den fünf Nullen (Stummfilm)
- 1930: Die Drei von der Tankstelle
- 1930: Einbrecher
- 1931: Der Mann, der seinen Mörder sucht
- 1931: Bomben auf Monte Carlo
- 1931: Meine Frau, die Hochstaplerin
- 1931: Der brave Sünder
- 1931: Man braucht kein Geld
- 1932: Der Stolz der 3. Kompanie
- 1932: Es wird schon wieder besser
- 1932: Strich durch die Rechnung
- 1933: Ich und die Kaiserin
- 1933: Lachende Erben
- 1933: Heimkehr ins Glück
- 1933: Drei blaue Jungs – ein blondes Mädel
- 1933: Es gibt nur eine Liebe
- 1934: Die Finanzen des Großherzogs
- 1934: So ein Flegel
- 1934: Pipin der Kurze
- 1934: Ein Walzer für dich
- 1934: Heinz im Mond
- 1934: Frasquita
- 1935: Der Himmel auf Erden
- 1935: Wer wagt – gewinnt
- 1935: Eva
- 1935: Der Außenseiter
- 1936: Ungeküßt soll man nicht schlafen gehn (Wer zuletzt küßt…)
- 1936: Allotria
- 1936: Wenn wir alle Engel wären
- 1936: Lumpacivagabundus
- 1937: Der Mann, von dem man spricht
- 1937: Der Mann, der Sherlock Holmes war
- 1937: Der Mustergatte
- 1938: Die Umwege des schönen Karl
- 1938: Fünf Millionen suchen einen Erben
- 1938: 13 Stühle
- 1938: Nanu, Sie kennen Korff noch nicht?
- 1939: Der Florentiner Hut
- 1939: Paradies der Junggesellen
- 1939: Hurra! Ich bin Papa!
- 1940: Kleider machen Leute
- 1940: Wunschkonzert (Gesangsauftritt)
- 1941: Hauptsache glücklich
- 1941: Der Gasmann
- 1941: Quax, der Bruchpilot
- 1942: Fronttheater (Cameo-Auftritt)
- 1943: Ich vertraue Dir meine Frau an
- 1943/47: Quax in Afrika
- 1944: Die Feuerzangenbowle
- 1945: Sag’ die Wahrheit (unvollendet)
- 1948: Der Herr vom andern Stern
- 1949: Das Geheimnis der roten Katze
- 1949: Ich mach dich glücklich
- 1952: Das kann jedem passieren
- 1952: Wir werden das Kind schon schaukeln (Schäm dich, Brigitte)
- 1953: Keine Angst vor großen Tieren
- 1953: Briefträger Müller
- 1954: Auf der Reeperbahn nachts um halb eins
- 1955: Zwischenlandung in Paris (Escale à Orly)
- 1955: Wenn der Vater mit dem Sohne
- 1956: Charleys Tante
- 1956: Der Hauptmann von Köpenick
- 1956: Das Sonntagskind
- 1957: Vater sein dagegen sehr
- 1958: Es geschah am hellichten Tag
- 1958: Der Mann, der nicht nein sagen konnte
- 1958: Der Pauker
- 1958: Der eiserne Gustav
- 1959: Menschen im Hotel
- 1959: Ein Mann geht durch die Wand
- 1960: Der Jugendrichter
- 1960: Mein Schulfreund
- 1960: Der brave Soldat Schwejk
- 1960: Pater Brown – Das schwarze Schaf
- 1961: Der Lügner
- 1962: Max, der Taschendieb
- 1962: Pater Brown – Er kann’s nicht lassen
- 1963: Meine Tochter und ich
- 1963: Das Haus in Montevideo
- 1964: Vorsicht Mister Dodd
- 1965: Dr. med. Hiob Prätorius
- 1965: Das Liebeskarussell
- 1965: Das Narrenschiff (Ship of Fools)
- 1966: Hokuspokus oder: Wie lasse ich meinen Mann verschwinden…?
- 1966: Grieche sucht Griechin
- 1966: Geld oder Leben (La bourse et la vie)
- 1966: Maigret und sein größter Fall
- 1967: Die Abenteuer des Kardinal Braun (Operazione San Pietro)
- 1968: Die Ente klingelt um ½ 8
- 1971: Der Kapitän
- 1973: Oh Jonathan – oh Jonathan!
- 1977: Das chinesische Wunder
- 1977: Gefundenes Fressen
- 1993: In weiter Ferne, so nah!

#### Produktion
- 1939: Der Florentiner Hut
- 1939: Paradies der Junggesellen
- 1940: Kleider machen Leute
- 1941: Hauptsache glücklich
- 1941: Quax, der Bruchpilot
- 1943: Ich vertraue Dir meine Frau an
- 1943/47: Quax in Afrika
- 1944: Die Feuerzangenbowle
- 1944: Der Engel mit dem Saitenspiel
- 1945: Sag’ die Wahrheit (unvollendet)
- 1948: Der Herr vom andern Stern
- 1948: Die kupferne Hochzeit
- 1948: Berliner Ballade
- 1949: Das Geheimnis der roten Katze
- 1949: Martina
- 1949: Mordprozess Dr. Jordan
- 1949: Ich mach dich glücklich
- 1950: 0 Uhr 15 Zimmer 9
- 1950: Herrliche Zeiten
- 1951: Schatten über Neapel

#### Regie
- 1938: Lauter Lügen
- 1940: Lauter Liebe
- 1943: Sophienlund
- 1944: Der Engel mit dem Saitenspiel
- 1948: Die kupferne Hochzeit
- 1953: Briefträger Müller

### Fernsehfilme
- 1968: Der Tod des Handlungsreisenden
- 1969: Sag’s dem Weihnachtsmann
- 1970: Mein Freund Harvey
- 1970: Endspurt
- 1971: Der Pfandleiher
- 1973: Der Hausmeister
- 1976: Kein Abend wie jeder andere
- 1978: Diener und andere Herren
- 1979: Noch ’ne Oper
- 1979: Balthasar im Stau
- 1980: Aller guten Dinge sind drei
- 1981: Ein Zug nach Manhattan
- 1983: Es gibt noch Haselnußsträucher

## Diskografie
(Quelle:)

### Musik
- 1936: Li-li, Li-li, Li-li, Liebe / Wozu ist die Straße da? (Odeon O-25 846)
- 1937: Jawohl, meine Herr'n! (Duett mit Hans Albers) (Odeon O-25 919a)
- 1938: Ich brech’ die Herzen der stolzesten Frau’n (Odeon O-26 126a)
- 1939: Das kann doch einen Seemann nicht erschüttern (mit Hans Brausewetter und Josef Sieber) / Wozu ist die Straße da ? (Odeon O-26 342)
- 1940: Wanderlied / Mir geht’s gut... (Duett mit Hertha Feiler) (Odeon O-4629)
- 1940: Ich bin so leidenschaftlich! / Das mach’ ich alles nur mit einem netten Lächeln (Odeon O-4632)
- 1955: Wenn der Vater mit dem Sohne (Duett mit Oliver Grimm) / Was sind wir Männer doch für’n lustiger Verein (Odeon O-29010)
- 1957: O Bello / Das bleibt nicht so (Polydor 23 565)
- 1975: Ich weiß / Der Clown (Philips 6003 450)
- 1975: Treffpunkt Herz: Wozu ist die Straße da... (Duett mit Peter Alexander auf LP) (Ariola 89 370 XT)
- 1993: Unser Lied (LaLeLu) Remix von Cinematic feat. Heinz Rühmann und Oliver Grimm (Hansa 74321 14746 7)
- 1994: Ein guter Freund Remix von Cinematic & Heinz Rühmann (Hansa 74321 19941 7)

außerdem:
- So ein Regenwurm hat’s gut (aus der Filmkomödie Der Mann, von dem man spricht) / Die Ballade vom semmelblonden Emil (spätere Auflage als Vinyl-Single von EMI Electrola)
- Ein Freund, ein guter Freund (auf verschiedenen Zusammenstellungen, Filmton)

### Wort
- 1976: Heinz Rühmann erzählt Max und Moritz von Wilhelm Busch. (Poly / Polydor STEREO 2432 175)
- 1979: Der liebe Augustin. Die Geschichte eines leichten Lebens. (Tudor 77029)
- 1982: Weihnachten mit | Christmas with Heinz Rühmann. (Orfeo S 037821 B)
- 1984: Reineke Fuchs. Von Johann Wolfgang von Goethe. (mit dem Symphonie-Orchester des Bayerischen Rundfunks) (Orfeo S 110 842 H)
- 1988: Heinz Rühmann erzählt Weihnachtsgeschichten von Felix Timmermans. (Deutsche Grammophon Literatur 427 278-1)
- 1989: Die 13 Monate. Heinz Rühmann spricht Erich Kästner. (Deutsche Grammophon Literatur 429 418-1)
- 1992: Heinz Rühmann erzählt Märchen der Gebrüder Grimm. (Deutsche Grammophon Literatur 435 890-1)
- 1992: Weihnachten mit Heinz Rühmann. (Ariola 74321 11041 2)
- 1992: Heinz Rühmann liest die Bergpredigt. (Kulturbüro Frankfurt. Lipp und Weltbild Wort)
- 2004: Warten auf Godot. (Bayerischer Rundfunk 1954) (Deutsche Grammophon Literatur. ISBN 978-3-8291-1491-2.)
- 2004: Du kannst mir viel erzählen. (NWDR 1949) (Deutsche Grammophon Literatur. ISBN 978-3-8291-1492-9.)
- 2004: Ein Engel namens Schmitt. (NWDR 1953) (Deutsche Grammophon Literatur. ISBN 978-3-8291-1493-6.)
- 2004: Abdallah und sein Esel. (Bayerischer Rundfunk 1953) (Deutsche Grammophon Literatur. ISBN 978-3-8291-1494-3.)
- 2004: Die Feuerzangenbowle. Ein Hörspiel unter Verwendung des berühmten Filmtons. (Deutsche Grammophon Literatur.)

## Hörspiele
- 1926: Die Lore (Der Kleine) (nach Otto Erich Hartleben) – Regie: Albert Spenger, mit Otto Framer, Albert Spenger, Ruth Giethen
- 1927: Die Siebzehnjährigen (nach Max Dreyer) – Regie: Rudolf Hoch, mit Rudolf Hoch, Elise Aulinger, Ewis Borkmann, Ferdinand Classen
- 1949: Du kannst mir viel erzählen (von Christian Bock) (Johannes) – Regie: Ulrich Erfurth
- 1952: Nicht nur zur Weihnachtszeit (nach Heinrich Böll) – Regie: Fritz Schröder-Jahn, mit Reinhold Lütjohann, Thea Maria Lenz, Rudolf Fenner, Ingeborg Walther
- 1953: Abdallah und sein Esel (nach Käthe Olshausen) (Esel) – Regie: Hanns Cremer, mit Axel von Ambesser, Bum Krüger, Alexander Malachovsky, Helen Vita, Heinz Leo Fischer
- 1953: Ein Engel namens Schmitt (nach Just Scheu und Ernst Nebhut) (Thomas Schmitt, Paul Gerlachs Sekretär) – Regie: Otto Kurth, mit Hans Zesch-Ballot, Gisela Peltzer, Helmut Peine, Jo Wegener, Charlotte Joeres
- 1954: Warten auf Godot (nach Samuel Beckett) (Estragon) – Regie: Fritz Kortner, mit Friedrich Domin, Ernst Schröder, Rudolf Vogel
- 1955: Meine Frau erfährt kein Wort – Regie: Axel von Ambesser, Friedrich Luft, Jörg Jannings, mit Hertha Feiler, Karl Schönböck, Eva Kerbler

## Auszeichnungen
- 1938: Internationale Filmfestspiele von Venedig: Medaille (Schauspielerische Leistung) für Der Mustergatte
- 1939: Ernennung zum Staatsschauspieler anlässlich des 50. Geburtstages von Adolf Hitler
- 1940: Ehrenmitgliedschaft des dänischen Fliegerclubs
- 1949: Internationale Filmfestspiele von Venedig: Sonderpreis (Geistvolle Darstellung der deutschen Nachkriegsverhältnisse) für Berliner Ballade
- 1955: Ehrenmitglied der Internationalen Artisten-Loge[49]
- 1957: Golden Gate Award (Best Actor) für Der Hauptmann von Köpenick
- 1957: Berliner Kunstpreis
- 1957: Filmband in Gold (Bester Hauptdarsteller) für Der Hauptmann von Köpenick
- 1959: Ernst-Lubitsch-Preis
- 1961: Preis der deutschen Filmkritik
- 1961: Bundesfilmpreis mit dem Filmband in Gold (Bester Hauptdarsteller) für Das schwarze Schaf
- 1962: Goldener Bambi als beliebtester Schauspieler
- 1963: Goldener Bambi als beliebtester Schauspieler
- 1964: Goldener Bambi als beliebtester Schauspieler
- 1966: Goldener Bambi als beliebtester Schauspieler
- 1966: Großes Verdienstkreuz des Verdienstordens der Bundesrepublik Deutschland
- 1966: Silberner Bildschirm der Zeitschrift TV-Hören und Sehen
- 1967: Goldener Bildschirm der Zeitschrift TV-Hören und Sehen
- 1967:  Goldener Bambi als beliebtester Schauspieler

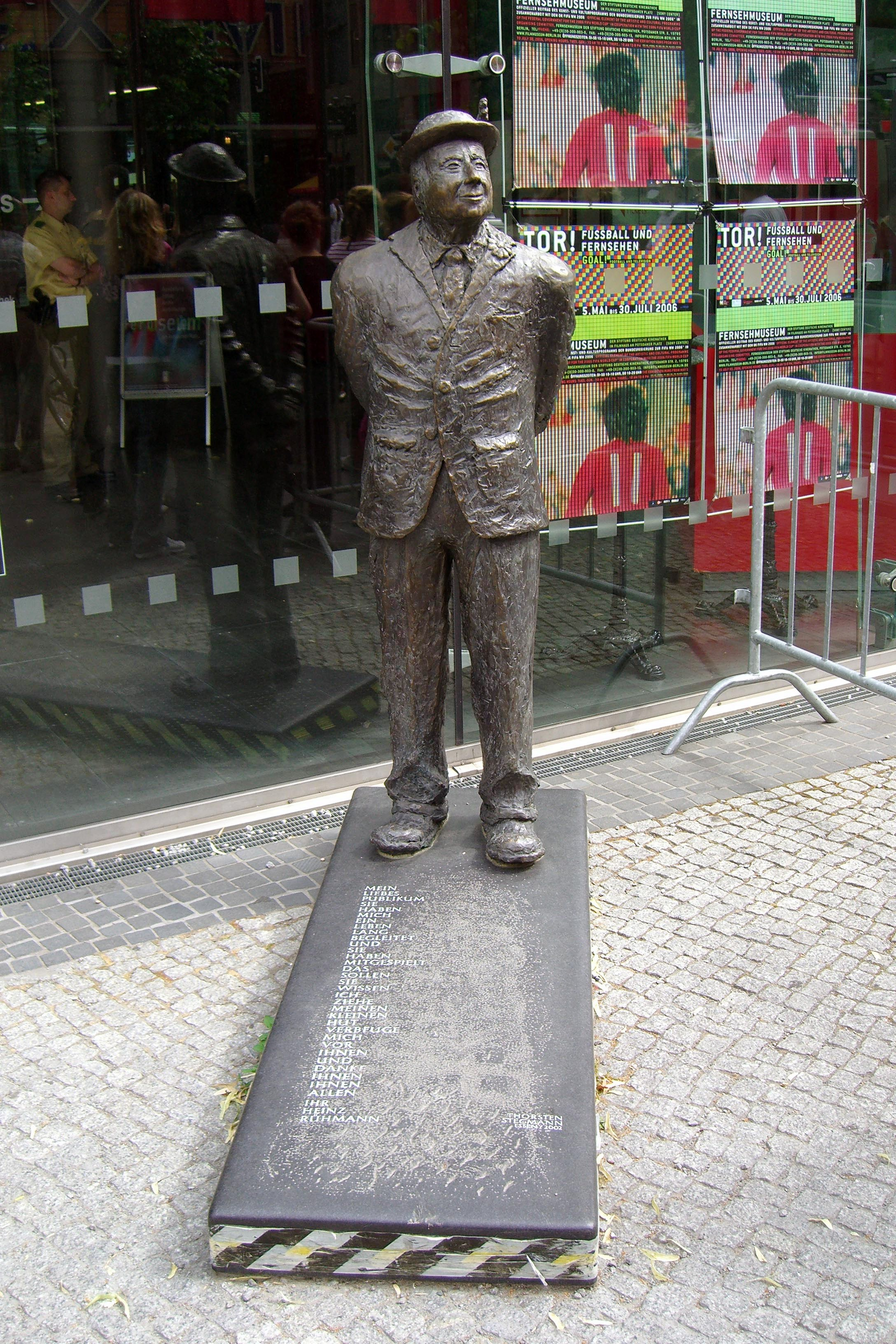
Bronzestatue (Künstler: Thorsten Stegmann, Essen) von Heinz Rühmann vor dem Filmmuseum in Berlin, 2006

- 1968: Goldener Bildschirm der Zeitschrift TV Hören und Sehen
- 1968: Goldener Bambi als beliebtester Schauspieler
- 1969: Goldener Bambi als beliebtester Schauspieler
- 1971: Goldener Bambi als beliebtester Schauspieler
- 1972: Großes Verdienstkreuz des Verdienstordens der Bundesrepublik Deutschland mit Stern
- 1972: Filmband in Gold für langjähriges und hervorragendes Wirken im deutschen Film
- 1972: Goldene Leinwand (Sonderpreis) für besondere Verdienste
- 1972: Ehrenmedaille der Spitzenorganisation der Filmwirtschaft (SPIO) für das Lebenswerk
- 1972:  Goldener Bambi als beliebtester Schauspieler
- 1973:  Goldener Bambi als beliebtester Schauspieler
- 1973: Goldene Leinwand des Hauptverbandes Deutscher Filmtheater[49]
- 1977: Großes Verdienstkreuz des Verdienstordens der Bundesrepublik Deutschland mit Stern und Schulterband
- 1977: Kultureller Ehrenpreis der Landeshauptstadt München
- 1978:  Goldener Bambi als beliebtester Schauspieler
- 1978: Vorsitzender des Vereins zur Förderung der Münchner Kammerspiele e. V.[49]
- 1979: Goldene Kamera der Zeitschrift HÖR ZU
- 1981: Bayerischer Maximiliansorden für Wissenschaft und Kunst
- 1981: Silbermedaille des 24. New York Filmfestivals für Ein Zug nach Manhattan[49]
- 1982: Silberner Chaplin-Stock des Verbandes Deutscher Filmkritiker
- 1982: Goldene Ehrenmünze der Landeshauptstadt München
- 1984: Goldener Bambi für seine Gesamtleistung
- 1986: Bayerischer Filmpreis: Ehrenpreis
- 1989: Ernennung zum Professor honoris causa für Kunst und Wissenschaft des Landes Nordrhein-Westfalen
- 1990: Goldene Berolina
- 1992: Magdeburger Otto für das Gesamtwerk
- 1995: Goldene Kamera in der Kategorie Größter deutscher Schauspieler des Jahrhunderts (postum)
- 2002: Goldene Funkuhr der TV-Zeitschrift Funk Uhr bei der Wahl „Die größten TV- und Filmstars aller Zeiten“
- 2006: Platz 1 in der Sendung Lieblingsschauspieler der ZDF-Reihe Unsere Besten

## Autobiographie
- Das war’s. Erinnerungen. (= Ullstein. 20521). Ullstein, Berlin / Wien / Frankfurt am Main 1982, ISBN 3-550-06472-1 (14. Auflage 1995, ISBN 3-548-20521-6).

## Filmdokumentationen (Auswahl)
- 1972: Zum 70. Geburtstag Heinz Rühmann. Porträt eines Schauspielers. Friedrich Luft spricht mit Rühmann über sein Leben (Regie: Heribert Wenk)
- 1982: Schauspieler, Flieger, Mensch. Hermann Leitner spricht mit Rühmann über sein Leben. (Regie: Hermann Leitner)
- 1994: Kleiner Mann ganz groß. (Regie: Bernhard Springer)
- 2001: Deutsche Lebensläufe – Der Schauspieler Heinz Rühmann. (Regie: Ulrike Kahle).
- 2007: Heinz Rühmann – Der Schauspieler. Teil der ZDF-Dokureihe Hitlers nützliche Idole. (Regie: Michael Strauven)
- 2007: Legenden – Heinz Rühmann. Teil der ARD-Dokureihe Legenden. (Regie: Sebastian Dehnhardt)